# Municipio de Washington (condado de Daviess, Misuri)
El municipio de Washington (en inglés: Washington Township) es un municipio ubicado en el condado de Daviess en el estado estadounidense de Misuri. En el año 2010 tenía una población de 141 habitantes y una densidad poblacional de 1,51 personas por km².

## Geografía
El municipio de Washington se encuentra ubicado en las coordenadas 40°5′4″N 93°55′57″O / 40.08444, -93.93250. Según la Oficina del Censo de los Estados Unidos, el municipio tiene una superficie total de 93.28 km², de la cual 92,94 km² corresponden a tierra firme y (0,36 %) 0,33 km² es agua.

## Demografía
Según el censo de 2010, había 141 personas residiendo en el municipio de Washington. La densidad de población era de 1,51 hab./km². De los 141 habitantes, el municipio de Washington estaba compuesto por el 99,29 % blancos y el 0,71 % eran de una mezcla de razas. Del total de la población el 0,71 % eran hispanos o latinos de cualquier raza.